# 巴聚埃勒
巴聚埃勒（法語：Bazuel，法語發音：[bazɥɛl]）是法国上法蘭西大區北部省的一个市镇，属于康布雷区。

## 地理
巴聚埃勒（50°5'30"N, 3°35'28"E）面积11.81 平方千米，位于法国上法蘭西大區北部省，该省份为法国最北部的省份及最长的省份，西北濒北海，西接加来海峡省，南至埃纳省和索姆省，东与比利时接壤。
与巴聚埃勒接壤的市镇（或旧市镇、城区）包括：波姆勒伊、勒卡托康布雷西、桑布尔河畔卡蒂永、马赞吉安、奥尔。
巴聚埃勒的时区为UTC+01:00、UTC+02:00（夏令时）。

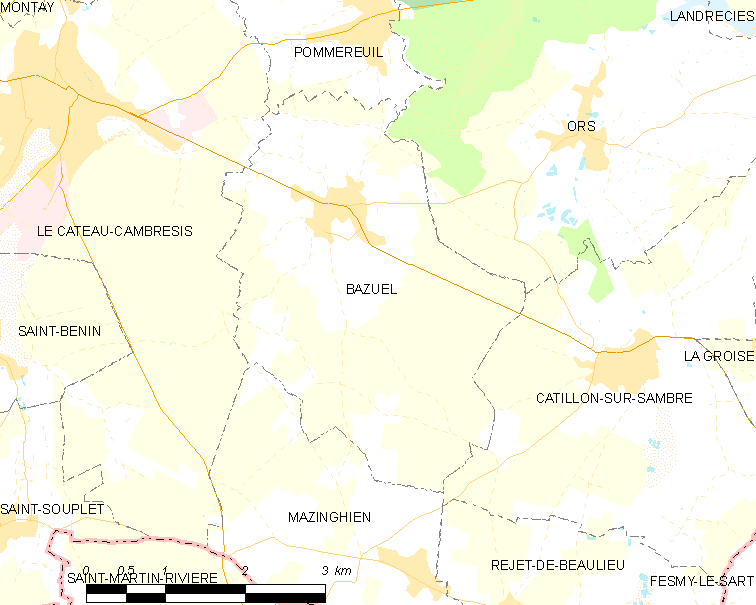
巴聚埃勒的OSM定位图

## 行政
巴聚埃勒的邮政编码为59360，INSEE市镇编码为59055。

## 政治
巴聚埃勒所属的省级选区为勒卡托康布雷西县。

## 人口

1962-2008年间巴聚埃勒人口变化图示

巴聚埃勒于2022年1月1日时的人口数量为549人。